# Ben Speer

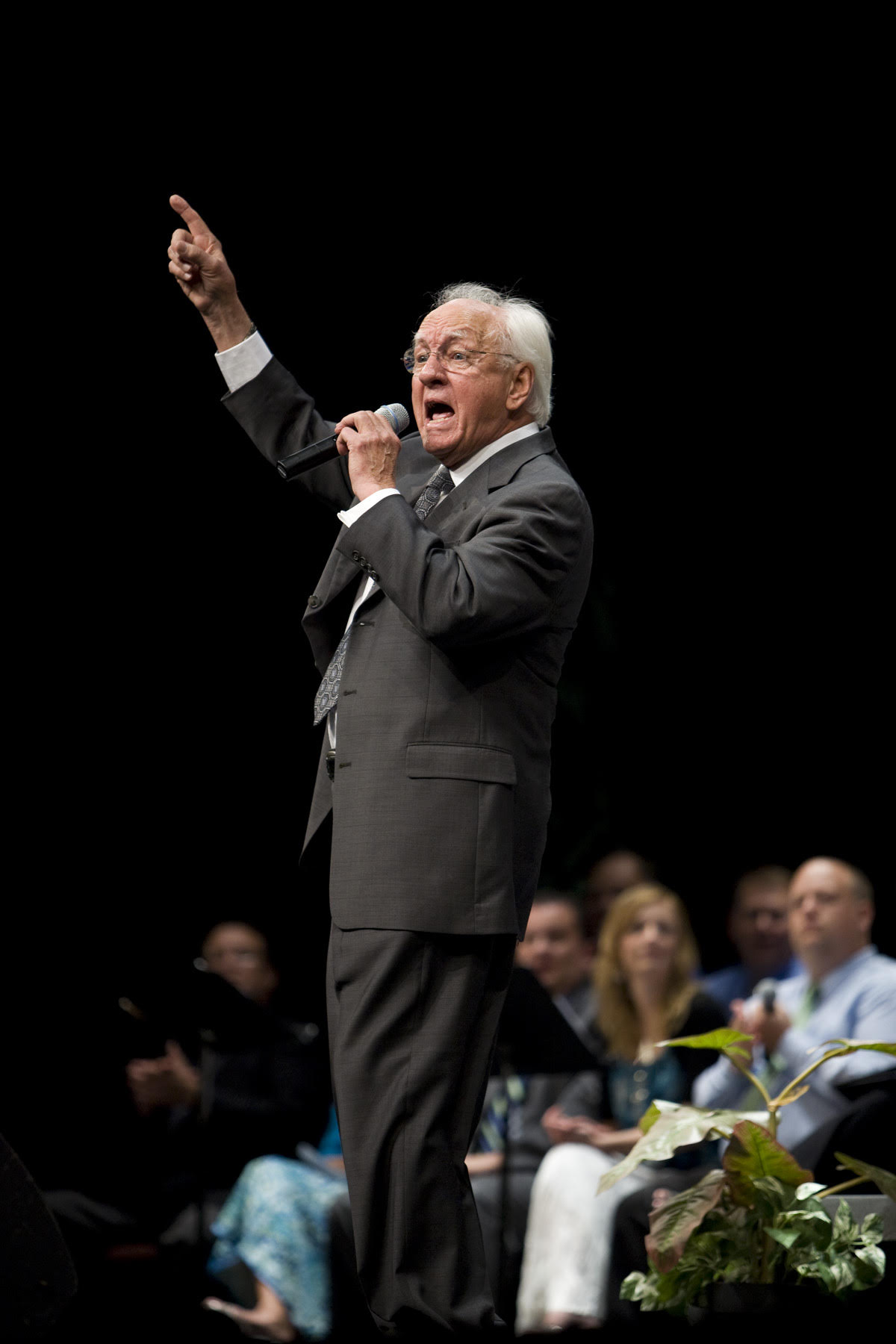
Ben Speer während eines Konzertes

Ben Lacy Speer (* 26. Juni 1930 in Double Springs, Alabama; † 7. April 2017 in Nashville, Tennessee) war ein US-amerikanischer Gospel-Sänger, insbesondere des Subgenre Southern Gospel.

## Leben
Ben Speer wurde als Sohn von Lena und George Thomas Speer geboren. Seine Eltern hatten zu dieser Zeit bereits die Speer-Family gegründet, eine Southern-Gospel-Gruppe, mit der sie Musik zu ihrem Hauptberuf machten. Später in den 1930ern begann Ben mit seinen älteren Geschwistern Rosa Nell, Mary Tom und Brock als Teil der Gruppe zu singen. Während seine Schwestern die Gruppe verließen, blieben Ben und sein Bruder Teil dieser Gruppe für die meiste Zeit ihrer Karrieren, im Fall von Ben Speer für knapp 57 Jahre. Dabei nahm er laut eines Nachrufes der Gaither-Music-Company viele der musikalischen Ideen seines Vaters auf in sein musikalisches Repertoire. Er spielte bereits in jungen Jahren Ukulele und Klavier. Zunächst zog die Familie aus Alabama nach Lawrenceburg in Tennessee um, damit sein Vater mit dem Vaughn-Quartett singen konnte, einige Zeit danach zogen sie jedoch wieder zurück nach Alabama in die Stadt Montgomery, um die Möglichkeit eines Radioprogrammes für die familiäre Musik wahrzunehmen.
Im Jahr 1946 zog die Familie dann nach Nashville um. In den 1950ern begann Ben Southern Gospel Musikstücke zu publizieren, unter anderen What a Day That Will Be, Touring That City und I’ll Walk Dem Golden Stairs, welches auch von Elvis Presley aufgenommen wurde. Für diese Tätigkeit gründete er die Ben Speer Music Company. Er produzierte Alben für The Florida Boys, Ivan Parker und andere. Währenddessen besuchte er die Trevecca Nazarene University, wo er sein Studium 1954 abschloss.
Nachdem seine Eltern Mitte der 1960er gestorben waren, begannen Ben und sein Bruder die Gruppe zu führen, wobei sie weiter fast über 200 Auftritte pro Jahr aufführten. Er nahm während seiner Zeit bei der Speer-Family mehr als 75 Alben auf. Ben Speer arbeitete neben seinen Auftritten als Sänger auch als Manager der Stamps-Baxter Music Company. Einer der Hintergrundsänger bei seinen Touren war Stephen Hill.
Im Jahr 1992 setzte sich Ben Speer zu Ruhe, wobei er weiterhin der Gospelmusik treu blieb. So agierte er als musikalischer Direktor der Gaither Homecoming Videos und sang bei den zahlreichen Touren der Gaither Homecoming Konzerte. Zuvor belebte er auch 1986 die geschlossene Stamps-Baxter School of Music wieder, eine internationale Einrichtung, die sich der Ausbildung von Gospelsängern widmet. Sie trägt seitdem auch den Namen von Ben Speer und heißt nun Ben Speer's Stamps-Baxter School of Music.
Als Teil der Speer-Family war Ben Speer bereits Teil der Gospel Music Association Hall of Fame, im Jahr 1995 wurde er allerdings auch individuell aufgenommen. Drei Jahre später wurde er dann auch in die Southern Gospel Music Hall of Fame aufgenommen. Die Gospel Music Association nennt ihn als einen der „most enduring and outstanding lead singers“ der Southern Gospel Musik. Im Jahr 2002 wurde er in die Gospel Piano Roll of Honor aufgenommen. 2015 verlieh ihm seine Alma Mater, die Trevecca Nazarene University einen Ehrendoktortitel.
Er starb am 7. April in Nashville im Jahr 2017. Er war bereits längere Zeit an Alzheimer erkrankt gewesen. Er wurde im Woodlawn-Friedhof in Nashville beigesetzt. Er war verheiratet und hatte zwei Kinder.
Sein Freund Bill Gaither schrieb in einem Nachruf, dass Ben Speer und ihn seit langer Zeit eine tiefe Freundschaft verbinde, da Speer Gaithers ersten selbst geschriebenen Song I’ve Been To Calvary publizierte und die Speer-Family ihn auch aufnahm. Seitdem seien beide miteinander verbunden. Speers Alma Mater stellte seinen Einfluss auf die Gospel Musik und die Kirche heraus.

## Diskografie (Auswahl)

### Soloalben & Kompilationen
- 1998: ’Til The Storm Passes By… (Spring House Music Group)
- 1998: Best of Ben Speer (N'Vision Entertainment)
- 2017: Heritage (Ovation Entertainment)
- 2019: Hymns and Gospel Favorites (Ovation Entertainment)
- 2019: 25 Southern Gospel Songs (Mansion Entertainment)
- 2021: 44 Southern Gospel Songs (Mansion Entertainment)
- 2021: 38 Southern Gospel Favorites (Mansion Entertainment)
- 2021: 30 Southern Gospel Favorites (Mansion Entertainment)

### Mit The Speer Family/The Speers
- 1955: The Speer Family Album (RCA Victor)
- 1958: Songs You’ve Requested (Skylite)
- 1958: Won’t We Be Happy (Skylite)
- 1959: Because of Him (Skylite)
- 1960: The Singing Speers (Skylite)
- 1961: All-Night Singing (Skylite)
- 1962: Family Favorites by the Speer Family (Skylite)
- 1963: Keep a Happy Heart (Skylite)
- 1963: The Speer Family Happy Hour (Skylite)
- 1964: Garden of Melody (Skylite)
- 1966: A Singing Heritage (Skylite)
- 1966: The Happy Jubilee (Skylite)
- 1966: The Gospel in Song (RCA Victor)
- 1967: Rejoicing with Mom (Heart Warming Records)
- 1968: Big Singing Day (Heart Warming Records)
- 1969: Especially Warm (Heart Warming Records)
- 1969: Heavy on Ben (Heart Warming Records)
- 1970: Happy Harmonies (Vista)
- 1970: The Old Rugged Cross Made the Difference (Heart Warming Records)
- 1971: The King Is Coming (Heart Warming Records)
- 1971: Down Home (Heart Warming Records)
- 1971: A Family Affair (Heart Warming Records)
- 1972: In Concert (Heart Warming Records)
- 1973: I Never Shall Forget the Day (Heart Warming Records)
- 1973: Friendship with Jesus (Vista)
- 1973: Gospel Melodies (Vista)
- 1973: Touring That City (Heart Warming Records)
- 1973: He Touched Me (Vista)
- 1974: A Tribute – The Songs of Bill & Gloria Gaither (Heart Warming Records)
- 1974: God Gave the Song (Heart Warming Records)
- 1975: Doug Oldham & The Speers: Doug Oldham & The Speers Live! (Impact)
- 1975: Something Good Is About to Happen (Heart Warming Records)
- 1976: Between the Cross and Heaven (There's a Whole Lot of Living Going On) (Heart Warming Records)
- 1977: Cornerstone (Heart Warming Records)
- 1978: Promises to Keep (Heart Warming Records)
- 1980: Interceding (Heart Warming Records)
- 1982: Hallelijah! (Heart Warming Records)
- 1983: Tribute (Heart Warming Records)
- 1984: Sunday Morning Singing (Riversong)
- 1984: The Speers Live (feat. The Speer Sisters, Heart Warming Records)

- 1985: Family Reunion (Riversong)
- 1985: Rejoicing! (Riversong)
- 1986: Steppin’ Out on Faith (Riversong)
- 1987: Celebration at Sea (Riversong)
- 1988: Saved to the Uttermost (Riversong)
- 1990: Hallelujah Time (Homeland Records)
- 1992: He Still Reigns (Homeland Records)
- 1994: Giving (Homeland Records)
- 1995: 70th Anniversary Celebration (Homeland Records)
- 1996: 75th Diamond Jubilee (Homeland Records)

### Gastauftritte & Samplerbeiträge
- 1956: Elvis Presley – Heartbreak Hotel (EP, Backing Vocals zusammen mit Brock Speer)
- 1977: Lanny Wolfe and Don Marsh – Greater Is He (Album)
- 1996: Various Artists – Bill & Gloria Gaither Present Sing Your Blues Away With Their Homecoming Friends (Through It All mit Jessy Dixon)
- 1996: Various Artists – Bill & Gloria Gaither With Their Homecoming Friends - Bill & Gloria Gaither Present Moments To Remember With Their Homecoming Friends (The King Is Coming mit Jeanne Johnson & Ivan Parker)
- 1998: Various Artists – Because He Lives (That’s Worth Everything)
- 1998: Bill & Gloria Gaither and Their Homecoming Friends – Atlanta Homecoming (Where Could I Go)
- 2000: Various Artists – The Founding fathers, Spread His Word (Led Out of Bondage)
- 2000: Homecoming Friends – Homecoming Hymns with the Homecoming Friends (Does Jesus Care? mit Doug Oldham)
- 2002: Various Artists – Sing-Along At Gaither’s Pond (That’s the Way We Do It)
- 2003: Various Artists – Bill Gaither's 20 All-Time Favorite Homecoming Songs and Performances Vol. 6 (Getting Used to the Family of God mit Candy Christmas)
- 2003: Bill & Gloria Gaither and Their Homecoming Friends – Going Home (Where We’ll Never Grow Old mit G. T. Speer und This Is Just What Heaven Means to Me mit Vestal Goodman & Johnny Minick)
- 2003: Bill Gaither – Gaither Homecoming Classics Vol. 2 (Where We'll Never Grow Old und Turn Your Radio On)
- 2003: Mosie Lister – The Old Gospel Ship (mehrere Songs)
- 2006: Bill & Gloria Gaither With Their Homecoming Friends – Bill & Gloria Gaither Present Homecoming Christmas (Beautiful Star of Bethlehem und The King Is Coming)
- 2008: Various Artists – Country Bluegrass Homecoming Volume Two (Time Has Made a Change mit Reggie & Ladye Love Smith)
- 2009: Lizzy Long & Little Roy Lewis – Breaking Like Dawn (Walking the Streets of Gold mit Rebekah Long)

## Auszeichnungen und Nominierungen

### Grammy Awards
Nominierungen für die Grammy Awards als Teil der Speer-Family, von der Recording Academy individuell aufgeführt.
- 35. Grammy Awards - Best Southern Gospel Album für 70th Anniversary Celebration - Nominierung
- 34. Grammy Awards - Best Southern Gospel Album für Hallelujah Time (Album) - Nominierung
- 33. Grammy Awards - Best Southern Gospel Album für He's Still in The Fire (Album) - Nominierung
- 20. Grammy Awards - Best Gospel Performance, Traditional für Cornerstone (Album) - Nominierung
- 19. Grammy Awards - Best Gospel Performance (Other Than Soul Gospel) für Between The Cross And Heaven (There`s A Whole Lot of Living Going On) (Album) - Nominierung
- 18. Grammy Awards - Best Inspirational Performance für Something Good is About to Happen - Nominierung

### Andere Auszeichnungen
- Eintrag in der Gospel Music Association Hall of Fame - 1995
- Eintrag in der Southern Gospel Music Association Hall of Fame - 1998
- Eintrag in der Southern Gospel Piano Roll of Honor - 2002
- Eintrag in die Alabama Hall of Fame - 1995 (individuell) und 1997 als Teil der Speer-Family[12]